# 徳川和子
徳川 和子（とくがわ まさこ、1607年11月23日〈慶長12年10月4日〉 - 1678年8月2日〈延宝6年6月15日〉）は、日本の第108代天皇・後水尾天皇の皇后（中宮）。明正天皇の生母。徳川秀忠の娘（五女）で、徳川家康の内孫。女院号は東福門院（とうふくもんいん）。

## 略歴
慶長12年（1607年）10月4日、徳川家康より将軍職を譲られた徳川秀忠の五女として江戸城大奥で誕生する。母は太閤豊臣秀吉の養女・達子（浅井長政の三女）。最初の名は松姫（まつひめ、和姫（よりひめ）とする説もある）。慶長16年（1611年）には後水尾天皇が即位するが、大御所・家康は和子の入内を申し入れ、慶長19年（1614年）4月に入内宣旨が出される。入内は大坂の陣や元和2年（1616年）の家康の死去、後陽成院の崩御などが続いたため延期された。
元和4年（1618年）には女御御殿の造営が開始されるが、後水尾天皇の寵愛する女官・四辻与津子（お与津御寮人）が皇子・賀茂宮を出産していたことが判明すると入内は問題視される。翌元和5年（1619年）には秀忠自身が上洛して参内し、与津子の兄弟である四辻季継・高倉嗣良を含む近臣らを配流し、与津子と所生の皇女・梅宮らを宮中より追放することなどで合意した（およつ御寮人事件）。
元和6年（1620年）入内に先立ち、6月2日に従三位に叙せられ、同月18日に後水尾天皇の女御として入内する。入内にあたっては天皇に袷百と銀千枚、中和門院に袷五十と銀五百枚、近衛信尋と一条昭良（どちらも後水尾天皇の同母弟で、近衛家・一条家に養子に入っている）に、それぞれ帷子及び単物二十と銀百枚ずつの幕府からの献上があったが、土御門泰重はその量が少ないと日記に記している。入内の様子は二条城から盛大な行列を伴い、『東福門院入内図屏風』に描かれている。元和9年（1623年）には懐妊し、同年6月には秀忠と嫡男・家光が将軍宣下のため上洛し、禁裏御領1万石が寄進される。同年11月19日には皇女・女一宮興子内親王（後の明正天皇）が誕生する。
寛永元年（1624年）11月28日には冊立され中宮となり、同2年（1625年）9月には女二宮が誕生する。寛永3年（1626年）には秀忠・家光が上洛し後水尾天皇の二条城行幸が行われ、和子は同年11月13日には高仁親王を出産した。
しかし寛永5年（1628年）、高仁親王は夭折。この年生まれた男二宮も誕生直後に没した。寛永6年（1629年）には朝幕間で紫衣事件が発生し、同年11月8日に後水尾天皇は突然譲位し、女一宮に内親王宣下が下され、践祚する。同年11月9日には院号宣下があり、東福門院の号を賜る。
翌寛永7年（1630年）9月12日、女一宮は即位し、明正天皇となる。
寛永11年（1634年）には新将軍となった兄の家光が上洛し、姪にあたる明正天皇に拝謁し東福門院の御所も訪れている。延宝6年（1678年）6月15日、崩御、72歳。京都泉涌寺月輪陵に葬られた。

## 人物
- 諱の訓は始め「かずこ」であったが、入内に際し濁音を忌み嫌う宮中の慣習にしたがい、「まさこ」に改めた。
- 家康は徳川家を天皇の外戚とするべく皇子誕生の期待を持って和子を宮中に送り込んだ意図があったと考えられているが、出生した2男5女のうち、2皇子は共に早世している。そのため、夫と別の女性との間に生まれた後光明天皇を養子として実娘・明正天皇の後継者とし、夫と徳川家双方の面目を立てた。
- 気が強い夫・後水尾天皇と天皇家を押さえつけようとする幕府の間を取り持つことに奔走する気苦労の多い生涯であった。
  - 修学院離宮を建てた費用の大半が和子の要請により幕府から捻出された物とされる。
  - 後光明天皇の崩御直後にその弟の後西天皇の即位を渋る（後西天皇が仙台藩主伊達綱宗の従兄弟であったため）幕府を説得して即位を実現させたのも彼女の尽力によるとされる。
- 夫・後水尾天皇は後に寛永文化といわれる様々な文芸芸術の振興に尽くしたことで知られるが、妻の和子自身もかなりのセンスの持ち主であった。
  - 茶道を好み、千利休の孫である千宗旦を御所に招き茶事を行い、茶道具に好み物も多く、野々村仁清に焼かせた長耳付水指（三井記念美術館所蔵）が現存する。
  - 宮中に小袖を着用する習慣を持ち込んだのは和子といわれ、尾形光琳・乾山兄弟の実家である雁金屋を取り立てたとされる[6]。和子の注文した小袖のデザインは後に年号から“寛文小袖”と言われるようになった。
  - 慶安3年(1650年)には、二十二社の上七社の一つである平野神社の「接木の拝殿」として知られる拝殿を寄進している。
- 手先が非常に器用な女性であり、特に押絵を得意とした。現在日本現存最古の押絵は和子の作成の物と言われる。また、京の文化人にとっては和子の押絵を拝領することは一種のステータスであり、現在千家では和子作の押絵を多数所蔵しているという[7]。

## 登場する作品
- 大奥（1983年、演：杉田かおる）
- 風雲江戸城 怒涛の将軍徳川家光（1987年、演：山口いずみ）
- 長七郎江戸日記（1988年、演：野際陽子）
- 春日局（1989年、NHK大河ドラマ、演：はかま梨沙）
- 柳生武芸帳（1991年、演：中野良子）
- 片恋さぶろう（1992年、漫画、原作：小池一夫、作画：松森正、講談社、全7巻）
- 葵 徳川三代（2000年、NHK大河ドラマ、演：酒井美紀）
- 天下騒乱〜徳川三代の陰謀（2006年、新春ワイド時代劇、演：高橋愛）
- 江〜姫たちの戦国〜（2011年、大河ドラマ、演：上白石萌音）
- 西村弘毅 『或る一族の肖像』（郁朋社、2024年） 徳川家と浅井家、皇家の関係も扱った小説　ISBN 978-4-87302-824-8

## 関連文献
小説
- 宮尾登美子『東福門院和子の涙』
  - （講談社、1993年）
  - （講談社文庫、1996年、改版（上下）2016年）ISBN 978-4062933162、ISBN 978-4062933179

- 近藤富枝『江戸の花女御-東福門院和子』（毎日新聞社、2000年）ISBN 978-4620106090

ノンフィクション
- 柿花仄『養源院の華 東福門院和子』（木耳社、1997年）ISBN 978-4839376857